# Карасинец (озеро)
Карасинец (укр. Карасинець) — озеро, расположенное на территории Ковельского района (Волынская область). Площадь — 0,16 км². Тип общей минерализации — пресное. Происхождение — карстовое. Группа гидрологического режима — сточное.
Расположено в границах Шацкого национального природного парка.

## География
Входит в Шацкую группу озёр. Длина — 0,5 км. Ширина — 0,32 км. Глубина наибольшая — 3 м.
Озёрная котловина округлой формы. Берега низменные, преимущественно заболоченные. Каналом сообщается с озером Озерце, расположенным северо-восточнее, и далее с системой каналов реки Рыта.
На берегу озера нет населённых пунктов.
Питается смешанное — атмосферными осадками и поверхностным стоком. Зимой замерзает. Дно озера на площади 13,6 га устлано слоем сапропелевого ила (запасы его составляют 896 тыс. м³).

## Природа
Среди водяных растений распространены кувшинка белая, элодея канадская, виды рода рдест и другие.
Водятся окунь, карась, сом и другие рыбы.